# Olympische Sommerspiele 1964/Teilnehmer (Uganda)
| Gelbes Symbol für Goldmedaillen mit stilisierten Olympischen Ringen | Graues Symbol für Silbermedaillen mit stilisierten Olympischen Ringen | Braundes Symbol für Bronzemedaillen mit stilisierten Olympischen Ringen |
| ------------------------------------------------------------------- | --------------------------------------------------------------------- | ----------------------------------------------------------------------- |
| —                                                                   | —                                                                     | —                                                                       |

Uganda nahm an den Olympischen Sommerspielen 1968 in der japanischen Hauptstadt Tokio mit einer Delegation von 13 Sportlern, elf Männer und zwei Frauen, teil.

## Teilnehmer nach Sportarten

### Boxen
- Alex Odhiambo
Leichtgewicht: 9. Platz

- Ernest Mabwa
Weltergewicht: 5. Platz

- Peter Odhiambo
Mittelgewicht: 9. Platz

- Henry Mugwanya
Halbschwergewicht: 9. Platz

- George Oywello
Schwergewicht: 9. Platz

### Leichtathletik
- James Odongo
100 Meter: Vorläufe
4 × 100 Meter: Vorläufe

- Erasmus Amukun
200 Meter: Vorläufe
4 × 100 Meter: Vorläufe

- Aggrey Awori
200 Meter: Vorläufe
110 Meter Hürden: Vorläufe
4 × 100 Meter: Vorläufe

- Amos Omolo
400 Meter: Vorläufe
4 × 100 Meter: Vorläufe

- Virgil Okiring
110 Meter Hürden: Vorläufe

- Jorem Ochana
400 Meter Hürden: Vorläufe

- Irene Muyanga
Frauen, 100 Meter: Vorrunde
Frauen, 200 Meter: Viertelfinale

- Mary Musani
Frauen, 80 Meter Hürden: Vorrunde